# Senales
Senales (Schnals in tedesco, Schnolz in dialetto sudtirolese, pronunciato /ʒnɔlts/) è un comune italiano di 1 228 abitanti della provincia autonoma di Bolzano in Trentino-Alto Adige. Ha una superficie territoriale con un'altimetria che varia dai 546 ai 3.624 m s.l.m. È costituito da alcune frazioni distribuite nell'omonima valle formata dal rio Senales.

## Geografia fisica

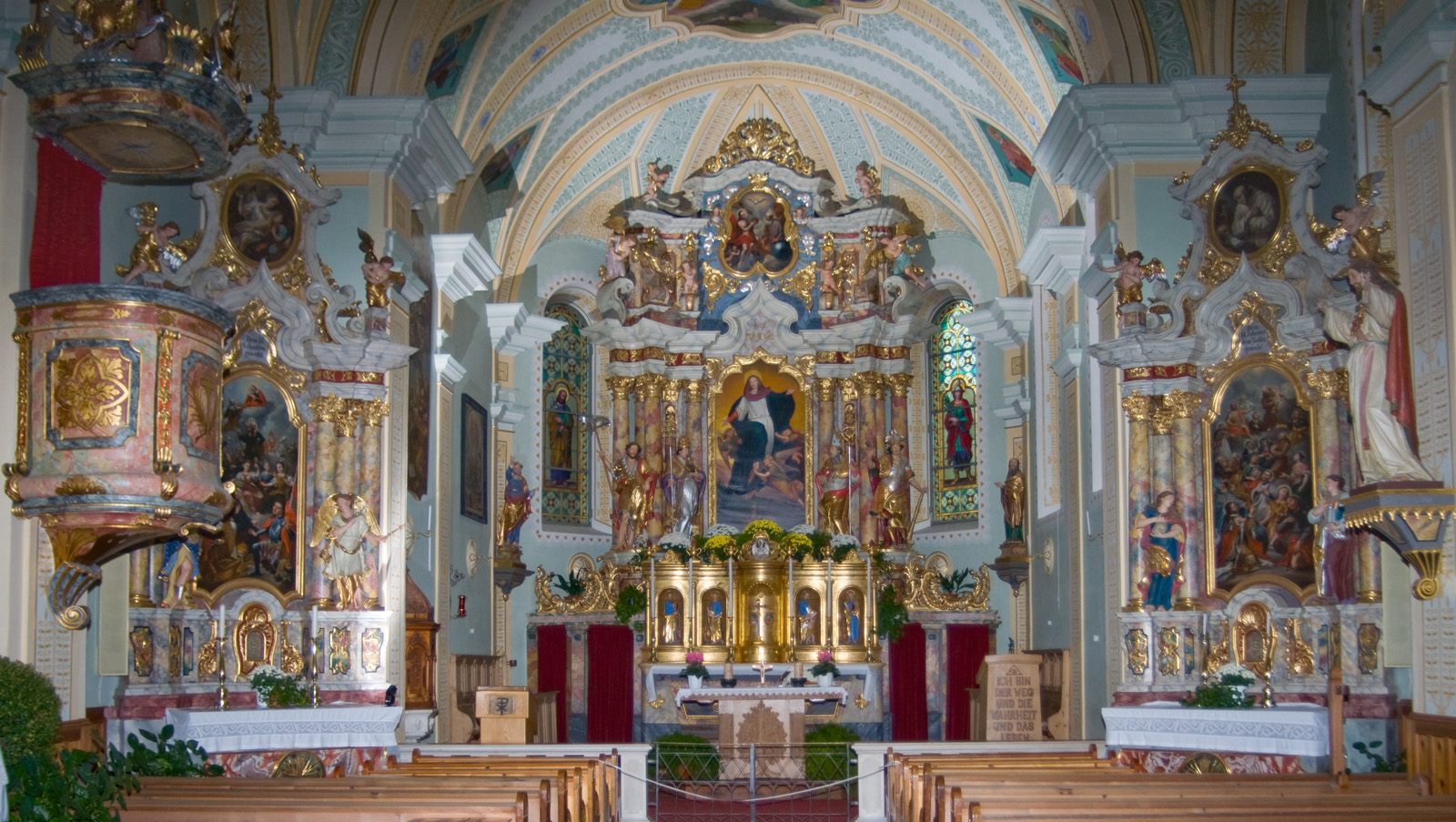
Interno della chiesa

Nel suo territorio comunale si trova la quarta montagna più alta della regione Trentino-Alto Adige, la Palla Bianca, con i suoi 3.738 metri di altezza.

## Origini del nome
Il toponimo è attestato come Snales, Snals, Snalls, Snalse, Snalles nel 1273 e deriva dal latino cascina ("cascina") con un suffisso -ale.

## Storia
Sul territorio di Senales fu ritrovata, nel 1991, la mummia del Similaun.

### Simboli
Lo stemma è partito di azzurro e di argento: nella prima parte è raffigurato l'Arcangelo Gabriele d'oro, con la spada fiammeggiante nella mano destra, sopra il capo, ed una bilancia nella sinistra, in piedi sopra un drago nero con la lingua rossa. Nella seconda parte vi sono tre gheroni d'azzurro con la punta sulla partizione. La prima parte dello stemma raffigura il santo patrono dell'abbazia certosina di Allerengelberg, nella seconda le insegne dei Signori di Schlandersberg. Lo stemma è stato adottato nel 1967.

## Monumenti e luoghi d'interesse

### Architetture religiose
- Santuario della Madonna di Senales. Custodisce una statua lignea del tardo XIII secolo in stile romanico-gotico, alta 13 cm.
- Chiesa di Sant'Anna, parrocchiale.
- Chiesa di Santa Caterina, parrocchiale.

## Società

### Ripartizione linguistica
La sua popolazione è per la quasi sua totalità di madrelingua tedesca:
| %      | Ripartizione linguistica (gruppi principali) |
| ------ | -------------------------------------------- |
| 97,89% | madrelingua tedesca                          |
| 2,11%  | madrelingua italiana                         |
| 0,00%  | madrelingua ladina                           |

### Evoluzione demografica
Abitanti censiti

## Cultura

### Musei
- Museo "ArcheoParc"[10]

## Amministrazione
| Periodo | Periodo   | Primo cittadino      | Partito | Carica  | Note |
| ------- | --------- | -------------------- | ------- | ------- | ---- |
| 2005    | 2010      | Hubert Josef Variola | SVP     | Sindaco |      |
| 2010    | in carica | Karl Josef Rainer    | SVP     | Sindaco |      |

## Sport
Il 27 maggio 1995 la 14ª tappa del Giro d'Italia 1995 si è conclusa in Val Senales con la vittoria del colombiano Oliverio Rincón.